# Генрих Орлеанский, герцог Омальский
Генрих Эжен Филипп Луи Орлеанский (фр. Henri Eugène Philippe Louis d’Orléans, 16 января 1822[…], Париж — 7 мая 1897[…], Ло-Дзукко, Сицилия) — герцог Омальский, пятый сын Луи-Филиппа, последнего короля Франции.

## Биография

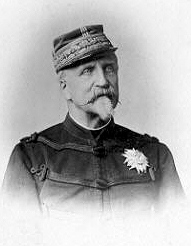
Генрих Орлеанский. Фото сделано между 1870 и 1890 годами.

От своего крестного отца, последнего принца Конде, благодаря интригам его любовницы баронессы Фешер унаследовал обширные земли и богатое имущество Конде (66 млн. франков), включая фамильную усадьбу (шато) Шантийи.
25 ноября 1844 года женился на принцессе Марии Каролине Августе Бурбон-Сицилийской. В 1845 году у него родился первый сын, Луи Филипп (фр. Louis Philippe d'Orleans, Prince de Conde), при рождении ставший 10-м принцем де Конде. Но этот принц умер в 1866 году двадцати лет от роду. Двое сыновей — Анри (р. и ум. в 1847 году) и Франсуа Поль (р. и ум. в 1852 году), умерли вскоре после рождения, младший сын — Франсуа Луи (1854—1872) так же не дожил до совершеннолетия.
Участвовал в завоевании Алжира, а после свержения своего отца в 1848 году стал одним из лидеров орлеанистов, боровшихся за восстановление монархии во Франции. Занимался политической и военной деятельностью, был в эмиграции. Наполеон III рассматривал его кандидатуру на трон Мексики в 1861 году для компенсации Орлеанам утраченного престола и из-за близости к британскому королевскому дому.
В 1884 году подарил государству замок Шантийи с собранной им художественной коллекцией, включая «Мадонну Орлеанского дома», «Великолепный часослов герцога Беррийского» и множество других шедевров (ныне — музей Конде). Под впечатлением от его щедрости республиканское правительство отменило декрет об изгнании герцога, и он вернулся во Францию.

## Награды
- Орден Почётного легиона (Франция)
  - большой крест (28 апреля 1842)
  - кавалер (21 июня 1840)
- Орден Леопольда I, большой крест (Бельгия)
- Орден Золотого руна (6 сентября 1845, Испания)
- Орден Святого Фердинанда и заслуг, большой крест (Королевство обеих Сицилий)[3]
- Орден Башни и Меча, большой крест (22 мая 1886, Португалия)[4]
- Орден Саксен-Эрнестинского дома, большой крест (1864, Саксен-Кобург-Гота)[5]
- Орден Крови (Тунис)[6]

## Дети
- Луи-Филипп-Мари-Леопольд Орлеанский, принц де Конде (1845—1866)
- Анри-Леопольд-Филипп-Мари Орлеанский, герцог де Гиз (1847—1847)
- Франсуа-Поль Орлеанский, герцог де Гиз (1852—1852)
- Франсуа-Луи-Филипп-Мари Орлеанский, герцог де Гиз (1854—1872)